# هايدن (مغني)
هايدن هو عازف قيثارة ومغني وكاتب أغاني ومنتج أسطوانات كندي، ولد في 12 فبراير 1971 في Thornhill, Ontario ‏ في كندا.

## وصلات خارجية
- الموقع الرسمي
- هايدن على موقع IMDb (الإنجليزية)
- هايدن على موقع ميوزك برينز (الإنجليزية)
- هايدن على موقع أول ميوزيك (الإنجليزية)
- هايدن على موقع ديسكوغز (الإنجليزية)
- هايدن على موقع ديسكوغز (الإنجليزية)